# Cerodontha dorsalis
Cerodontha dorsalis är en tvåvingeart som först beskrevs av Friedrich Hermann Loew 1863.  Cerodontha dorsalis ingår i släktet Cerodontha och familjen minerarflugor. Inga underarter finns listade i Catalogue of Life.